# ألكسندر وينشتاين
ألكسندر وينشتاين (بالإنجليزية: Alexander Weinstein)‏ هو رياضياتي أمريكي، ولد في 21 يناير 1897 في ساراتوف في روسيا، وتوفي في 6 نوفمبر 1979 في واشنطن العاصمة في الولايات المتحدة.